# (9261) Peggythomson
(9261) Peggythomson (1953 TD1) – planetoida z pasa głównego asteroid okrążająca Słońce w ciągu 3,46 lat w średniej odległości 2,29 j.a. Odkryta 8 października 1953 roku.